# 交響曲第11番 (ヴィラ＝ロボス)
交響曲第11番は、エイトル・ヴィラ＝ロボスが1955年に作曲した交響曲。

## 概要
1954年10月29日、他の多数の著名作曲家たちと同じく、ヴィラ＝ロボスはアメリカ議会図書館のクーセヴィツキー音楽財団とボストン交響楽団から、楽団の75周年を祝う作品の委嘱を受けた。これに応えて彼は11作目の交響曲に着手、1955年に完成させた。自筆譜はセルゲイとナタリーのクーセヴィツキー夫妻に献呈され、ワシントンD.C.のアメリカ議会図書館に保管されている。初演は1956年3月2日にボストンのシンフォニーホールにおいて、作曲者自身の指揮、ボストン交響楽団の演奏で行われた。初演は記者たちから好意的な評価を受けた。

## 楽器編成
ピッコロ2、フルート2、オーボエ2、コーラングレ、クラリネット2、バスクラリネット、ファゴット2、コントラファゴット、ホルン4、トランペット4、トロンボーン4、チューバ、ティンパニ、タムタム、シンバル、トライアングル、マトラカ（木製のラトル）、バスドラム、マリンバ、シロフォン、チェレスタ、ヴィブラフォン、ハープ2、ピアノ、弦五部。

## 楽曲構成
全4楽章で構成される。演奏時間は約26分半。
1. Allegro Moderato
2. Largo
3. Scherzo (Molto vivace)
4. Molto Allegro

## 関連文献
- Durgin, Cyrus. 1956. "Boston Symphony Orchestra: Villa-Lobos' Symphony No. 11". Daily Boston Globe (3 March): 20.
- Enyart, John William. 1984. "The Symphonies of Heitor Villa-Lobos". PhD diss. Cincinnati: University of Cincinnati.
- Peppercorn, Lisa M. 1991. Villa-Lobos: The Music: An Analysis of His Style, translated by Stefan de Haan. London: Kahn & Averill; White Plains, NY: Pro/Am Music Resources Inc. ISBN 1-871082-15-3 (Kahn & Averill); ISBN 0-912483-36-9.
- Salles, Paulo de Tarso. 2009. Villa-Lobos: processos composicionais. Campinas, SP: Editora da Unicamp. ISBN 978-85-268-0853-9